# So Happy It Hurts (singolo)
So Happy It Hurts è un singolo di Bryan Adams, pubblicato l'11 ottobre 2021 come primo estratto dal quindicesimo album in studio, di cui è la title track, intitolato So Happy It Hurts.
La canzone ha ricevuto una candidatura per i Grammy Awards 2023 nella categoria "Best Rock Performance".

## Descrizione
Il brano è stato descritto così dal cantante:

## Video musicale
Il video è stato girato presso il The Warehouse Studio a Vancouver ed è stato diretto da Bryan Adams.

## Tracce
Testi e musiche di Bryan Adams e Gretchen Peters.
1. So Happy It Hurts – 3:35

## Formazione
- Bryan Adams — voce, chitarra acustica, chitarra elettrica, basso, organo Hammond, batteria, percussioni e cori
- Keith Scott — chitarra elettrica

### Personale tecnico
- Bryan Adams — produttore
- Hayden Watson — ingegneria del suono
- Olle Romo — Ingegnere del suono
- Emily Lazar — Ingegnere del suono
- Chris Allgood — Ingegnere del suono

## Classifiche
| Classifica (2022)    | Posizione massima |
| -------------------- | ----------------- |
| Canada Digital Songs | 28                |
| Svizzera             | 85                |
| Turchia IFPI         | 2                 |